# Christian Wirth
Christian Wirth (24 de novembro de 1885 — 26 de maio de 1944) foi um oficial de polícia e da SS alemão durante a execução do programa de extermínio de judeus na Polônia na Segunda Guerra Mundial.
Wirth era um dos principais auxiliares de Odilo Globocnik, diretor da Operação Reinhard, e sua responsabilidade foi apressar o Programa de Eutanásia T4 — no qual deficientes eram mortos em câmaras de gás ou através de injeção letal — ao desenvolver campos de extermínio para implementar atos de assassinato em massa.
Ele foi morto em 1944 por partisans iugoslavos em Hrpelje-Kozina, próximo a Trieste.